# GreenSet

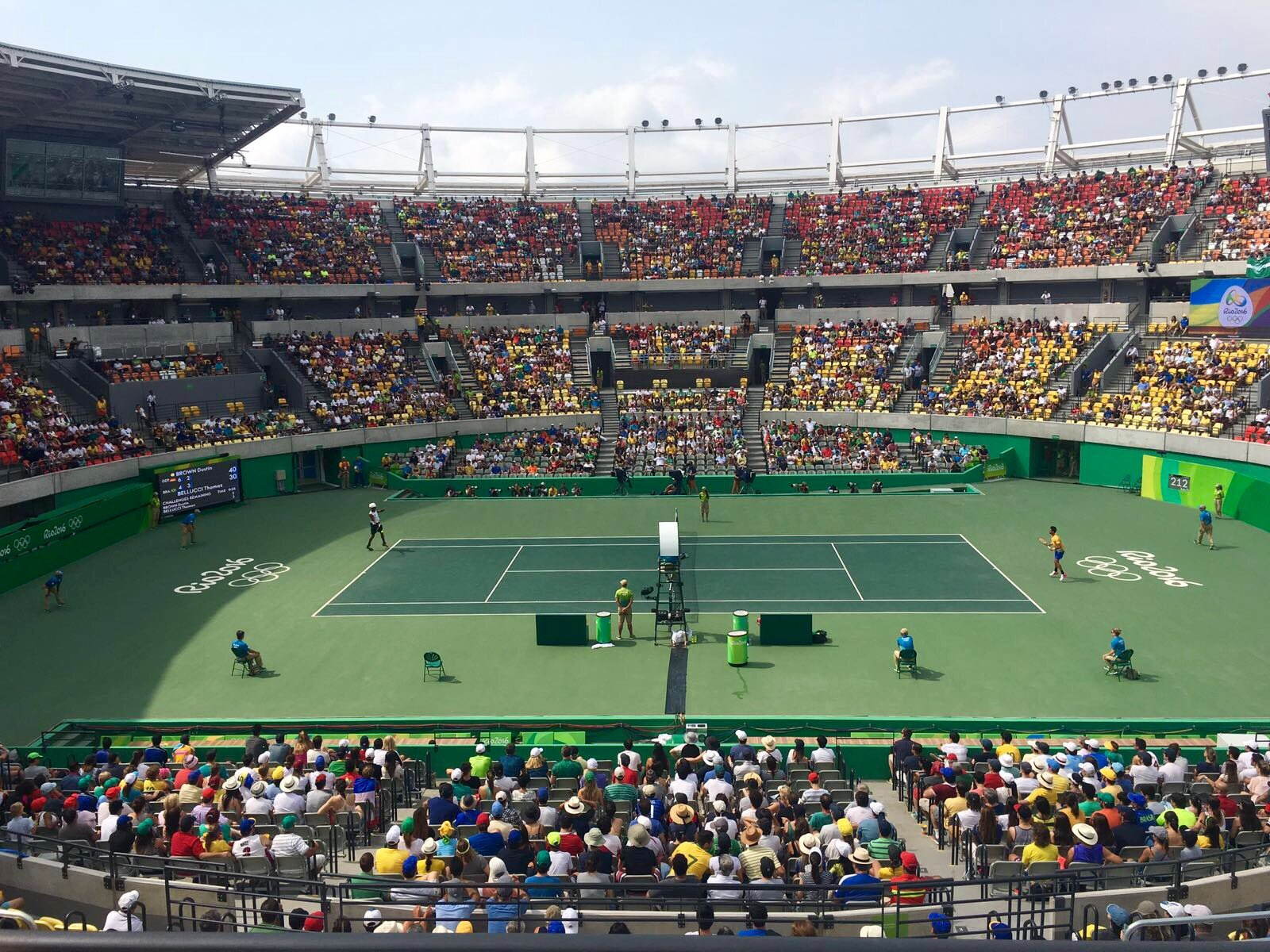
Pista de tenis en los Juegos Olímpicos 2016

GreenSet es una marca de superficies de pistas de tenis duras acrílicas, utilizada en muchos torneos y eventos de tenis profesionales, incluyendo Association of Tennis Professionals, Women's Tennis Association, Copa Davis y los Juegos Olímpicos de Río de Janeiro 2016.  
Desde 1970, pistas de tenis de todo el mundo han sido suministradas por GreenSet. En los últimos 35 años, se han instalado unas 3.000 superficies para más de 500 torneos y eventos incluyendo ATP, WTA, Copa Davis y los Juegos Olímpicos.
GreenSet ha sido elegido para numerosos eventos ocasionales, especialmente en lugares cerrados. La superficie GreenSet está actualmente en uso en los siguientes torneos:
- Abierto de Australia
- Paris Masters[1]
- Torneo de Basilea[2]
- ATP Finals[3]
- Juegos Olímpicos de Río de Janeiro 2016 y Juegos Paralímpicos de Río de Janeiro 2016
- Torneo de Montpellier
- Torneo de Amberes